# Bostrychus
Bostrychus là một chi cá thuộc họ Butidae.
Chi này bao gồm các loài sau:
- Bostrychus africanus (Steindachner, 1879)
- Bostrychus albooculata (Herre, 1927)
- Bostrychus aruensis Weber, 1911 - Cá đục đảo
- Bostrychus expatria (Herre, 1927)
- Bostrychus microphthalmus Hoese & Kottelat, 2005
- Bostrychus scalaris Larson, 2008 - Cá đục thang
- Bostrychus sinensis Lacepède, 1801 - Cá bống bớp
- Bostrychus strigogenys Nichols, 1937 - Cá đục má vằn
- Bostrychus zonatus Weber, 1907 - Cá đục vạch dọc